# Toskanische Magmenprovinz

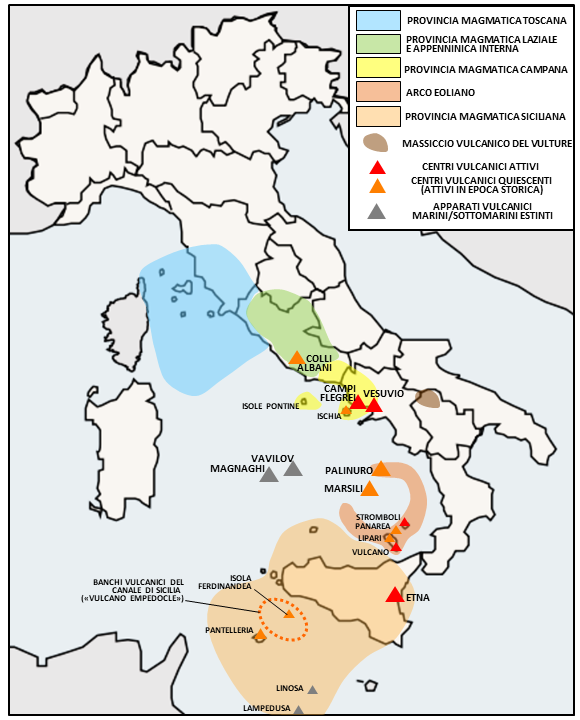
Die italienischen Magmenprovinzen, in hellblau die Toskanische Magmenprovinz

Die Toskanische Magmenprovinz ist eine mehr als 30.000 Quadratkilometer beanspruchende Magmenprovinz des ausgehenden Miozäns, des Pliozäns und des Pleistozäns. Ihre magmatischen Aktivitäten dauerten über rund 8 Millionen Jahre an und überdecken den Zeitraum 8,3 bis 0,2 Millionen Jahre BP. Sie gehört zu den zirkumtyrrhenischen Magmenprovinzen, die bedingt durch Krustendehnung im Rücken des kollabierenden Apenninenorogens entstanden.

## Geografie und Vorkommen
Die Magmenprovinz ist nach ihrem hauptsächlichen Verbreitungsgebiet, der Toskana,  benannt. Sie erstreckt sich entlang der Tyrrhenisseite des italienischen Festlandes unter Einbeziehung der Inseln des Toskanischen Archipels (Elba, Montecristo und Giglio) von Orciatico im Norden bis zum 40 Kilometer nordwestlich von Rom gelegenen Tolfa. Ihre Nordwest-Südostausdehnung beträgt bei einer maximalen Breite von bis zu knapp 100 Kilometer somit rund 150 Kilometer. Zu ihr werden oft auch noch die Insel Capraia und die Pontinischen Inseln hinzugerechnet.

## Geodynamischer Hintergrund
Der westliche Mittelmeerraum ist das Ergebnis einer sehr komplexen geodynamischen Entwicklung, die vor rund 35 bis 30 Millionen Jahren BP einsetzte und im übergeordneten Zusammenhang der Annäherung Afrikas an Eurasien zu sehen ist. Nach der generellen Dehnungsphase des Oligozäns hatte sich der korso-sardische Mikrokontinent um 19 Millionen Jahre BP im unteren Miozän vom europäischen Festland getrennt und führte während des Burdigaliums eine gegen den Uhrzeigersinn drehende Ostdrift durch. In seinem Rücken entstand als Folge der Krustendehnung das Liguro-Provenzalische Becken, das zum Teil von ozeanischer Kruste unterlagert wird und als Backarc-Becken aufgefasst werden kann. Durch die Ostdrift kam es während des Miozäns zu Krusteneinengung im vorgelagerten Adriatischen Sporn der apulischen Mikroplatte mit Subduktion in Südwestrichtung und gleichzeitiger Initiierung des apenninischen Deckenstapels. Am Ende des Mittleren Miozäns (Serravallium) gegen 13 Millionen Jahren BP hatte der korso-sardische Mikrokontinent bereits in etwa seine heutige Nord-Süd-streichende Position erreicht.
Der im späten Miozän ab 8,3 Millionen Jahre BP (Tortonium) einsetzende kalkalkalische bis ultrapotassische Magmatismus in der Toskanischen Magmenprovinz (englisch Tuscan Magmatic Province oder abgekürzt TMP) wanderte ausgehend von Elba und Capraia gegen Osten auf das toskanische Festland. Diese Entwicklung wird mit dem allmählichen Rückzug der Subduktionsfront nach Osten (englisch slab roll-back) unter generellem Zurückweichen und Delaminierung der kontinentalen Lithosphäre des Adriatischen Sporns erklärt. Das Zurückweichen hatte in der nördlichen Tyrrhenis eine von Korsika nach Osten übergreifende Krustendehnung in Gang gesetzt (die Dehnung war aber jetzt im Unterschied zum frühen Miozän im Vorfeld von Korsika bzw. im Rücken des Apenninenbogens angesiedelt), die ihrerseits erst Anatexis und Vulkanismus ermöglichte.

## Zeitlicher Rahmen
In der Toskanischen Magmenprovinz halten sich vulkanische und plutonische Gesteine in etwa die Waage – mit einer Vorherrschaft von Plutoniten im Toskanischen Archipel und Vulkaniten auf dem Festland.

### Vulkanite
Wird Capraia zur Toskanischen Magmenprovinz gezählt, so setzten die vulkanischen Aktivitäten bereits am Ende des Miozäns im Messinium ein und es entstand vor 7,2 Millionen Jahren BP der Kompositvulkan auf Capraia. Um 5,8 Millionen Jahre BP wechselte der Vulkanismus dann von Capraia nach Porto Azzurro auf Elba (mafischer Gang vom Monte Castello). Zu Beginn des Pliozäns im Zancleum um 4,8 Millionen Jahren BP erwachten nach längerer Förderpause auf Capraia erneut die vulkanischen Tätigkeiten und es bildete sich der Zenobito-Vulkan, der sich aber petrologisch von seinem Vorgängerbau absetzt.
Gegen 4,5 Millionen Jahre BP erreichte der Vulkanismus schließlich das italienische Festland mit den Rhyolithlaven bei San Vincenzo, im Val d’Era mit der subvulkanischen Minette von Montecatini Val di Cecina, dem Orendit von Orciatico um 4,1 Millionen Jahre BP und den Gängen aus Olivinlatit bei Campiglia um 4,0 Millionen Jahre BP. Nahezu gleichzeitig ereigneten sich Ausbrüche bei Tolfa, Manziana und Cerveteri, die Domkomplexe zurückließen. Diese Domkomplexe sind trachytischer bis rhyodazitischer Zusammensetzung und bauen sich aus massiven Lavaflüssen und verschweißten Ignimbriten auf, enthalten aber gleichzeitig latitische bis olivinlatitische mafische Einschlüsse, die auf die Gegenwart einer mafischen Magmenkomponente hindeuten. Den Domkomplexen wird ein Entstehungsalter von 4,3 bis 1,9 Millionen Jahre BP zugewiesen. Eine Neudatierung von Villa und Kollegen ergab jedoch  mittlerweile ein Alter von 3,5 Millionen Jahren BP (Piacenzium) für Proben von Tolfa und Manziana. Um 2,5 Millionen Jahre BP folgten erneut Rhyolithlaven bei Roccastrada.

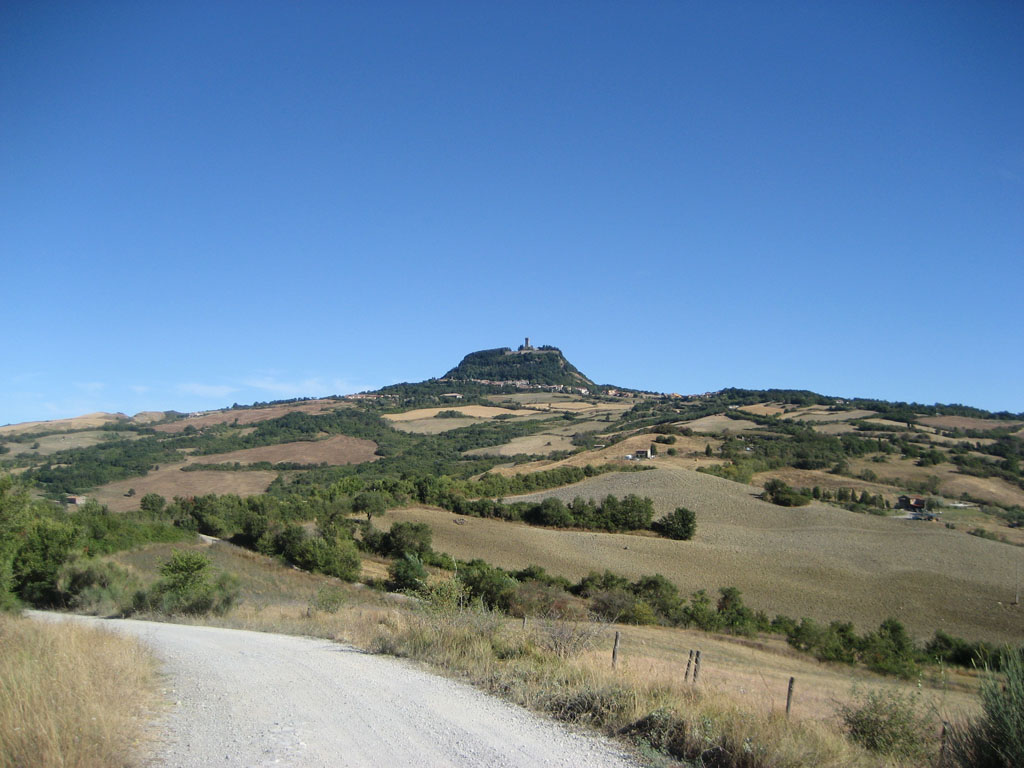
Das Vulkanzentrum von Radicofani

Die jüngsten Vulkanite der Toskanischen Magmenprovinz liegen weiter östlich entlang einer Nordnordwest-Südsüdost-streichenden Dehnungsstruktur (Graben), die dann später im Pleistozän von den Leuzit-führenden Vulkangesteinen der Römischen Magmenprovinz aufgefüllt werden sollte. Der Vulkankomplex vom Monte Cimino gehört bereits ins Pleistozän und wird auf das Zeitintervall 1,43 bis 0,97 Millionen Jahre BP datiert. Er baut sich aus lamproitischen und shoshonitischen Gesteinen auf und überschneidet sich zeitlich mit den Vulkangesteinen des Vulkanzentrums von Radicofani – datiert auf 1,3 Millionen Jahre BP. Letztere bestehen aus einem Schlot und mehreren Lavaflüssen basaltandesitischer und shoshonitischer Zusammensetzung. Es folgen sodann im Intervall 1,16 bis 1,10 Millionen Jahre BP der Quarzlatit-Dom von Faggeta und um 820.000 Jahre BP der lamproitische Olivinlatit von Torre Alfina.
Der spätpleistozäne Vulkankomplex des an der Südgrenze der Toskana gelegenen Monte Amiata (zirka 300.000 bis 200.000 Jahre BP) stellt bereits den Übergang von der Toskanischen zur benachbarten Römischen Magmenprovinz dar und ist aus einer Vermischung dieser beiden unterschiedlichen Magmenkomponenten hervorgegangen. Der Vulkan entstand entlang eines Spaltenbruchs und erzeugte einige Lavaflüsse sowie Domstrukturen, zum Teil mit Kollapserscheinungen. Die geförderten Vulkanite sind reich an Kalium und haben kalkalkalischen bis shoshonitischen Charakter.
Der Vulkanismus setzte auf den vor der Südküste Latiums gelegenen Pontinischen Inseln um 4,2, möglicherweise aber auch schon um 5,1 Millionen Jahren BP ein. Auf Ponza entstehen zwischen 4,2 und 3,7 Millionen Jahre BP Rhyolithgänge und Hyaloklastite. Eine zweite vulkanische Episode ereignet sich um 3,0 Millionen Jahre BP im Zentrum und im Süden der Insel. Letzte Aschenausbrüche finden im Süden um 1,0 Millionen Jahre BP statt, möglicherweise auch schon etwas früher. Datierungen an Vulkaniten auf Palmarola ergaben Alter zwischen 1,8 und 1,6 und zwischen 1,6 und 1,5 Millionen Jahre BP. Die Insel Ventotene ist ein Überbleibsel von alten vulkanischen Ablagerungen an einem früheren Calderarand. Der eigentliche Ventotene-Stratovulkan befindet sich weit unterhalb des Meeresspiegels. Die Altersangaben für Ventotene streuen zwischen 1,75 bis 0,92 Millionen Jahre BP. Die vulkanischen Tätigkeiten reichen auf Ventotene aber noch fast bis in die Jetztzeit, so wurden beispielsweise für einen Bims der obersten pyroklastischen Einheit 150.000 Jahre BP ermittelt. Die Insel Santo Stefano ist ein mit Pyroklastika bedeckter Lavadom, der einer Flanke des unter dem Meeresspiegel liegenden Stratovulkans von Ventotene aufsitzt. Sein Alter wird mit 1,2 bis 0,6 Millionen Jahre BP angegeben.

### Anatektische Gesteine

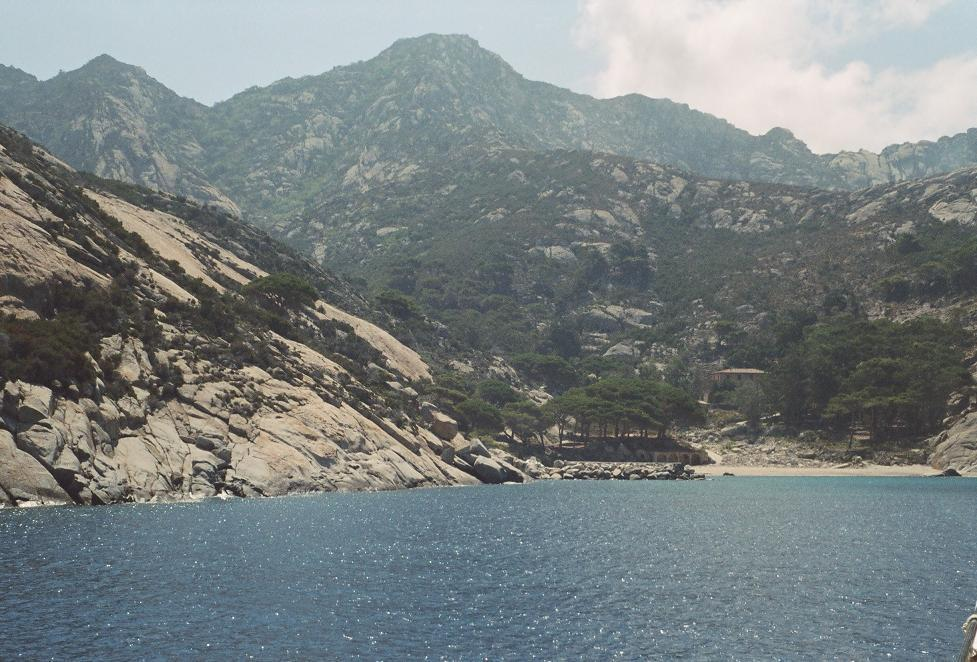
Charakteristische Granitlandschaft auf Montecristo

Neben den angeführten Vulkaniten wurden in der Toskanischen Magmenprovinz im ausgehenden Miozän und im Pliozän auch anatektische Gesteine erzeugt, die unter dem Begriff Toskanische Anatexisprovinz zusammengefasst werden. Hierzu zählen folgende Intrusionskörper granitoider Zusammensetzung:
- Elba – lakkolithische Lagergänge aus Granitporphyr:  San Martino, Portoferraio sowie Aplit von Capo Bianco  – erste Intrusionen um 8,3 bis 8,0 Millionen Jahre BP, endgültige Erstarrung um 7,44 Millionen Jahre BP[12]
- Orano auf Elba – porphyrischer Gangschwarm – 7,62 bis 7,16 Millionen Jahre BP
- Monte  Capanne auf Elba – Monzogranit – 7,56 bis 7,32 Millionen Jahre BP
- Montecristo – Monzogranit – 7,1 Millionen Jahre BP
- Porto Azzurro auf Elba – Granit – 6,67 bis 6,39 Millionen Jahre BP
- Cotoncello auf Elba – Leukogranit
- Giglio – Monzogranit – 5,07 bis 4,88 Millionen Jahre BP, Neudatierung 5,54 bis 5,14 Millionen Jahre BP[13]
- Vercelli-Seamount
- kleinere, zum Teil im Untergrund verborgene Intrusionen[14]  auf dem Festland bei:
  - Campiglia Marittima – um 6,0 Millionen Jahre BP
  - Monteverdi Marittimo – 3,8 Millionen Jahre BP
  - Castel di Pietra (Untergrund)
  - Gavorrano
  - Larderello (Untergrund)
  - Monte Amiata

Die Plutonite tragen eine charakteristische geochemische Signatur des S-Typus, die auf ein großangelegtes Aufschmelzen suprakrustaler Gesteine hindeutet. Geochemische Untersuchungen und Isotopenstudien belegen aber auch eine deutliche Mantelkomponente, die sich unter die anatektischen Magmen mischte.

## Petrologie

### Chemische Zusammensetzung
Folgende Analysen sollen die Streubreite in den chemischen Zusammensetzungen verdeutlichen:

#### Hauptelemente
| Oxid Gew. %      | Orendit Orciatico | Minette Montecatini | Shoshonit Cimino | Hoch-K-Kalkalkali Campiglia | Kalkalkali Tolfa |
| ---------------- | ----------------- | ------------------- | ---------------- | --------------------------- | ---------------- |
| SiO2             | 57,79             | 56,86               | 56,39            | 58,39                       | 54,37            |
| TiO2             | 1,51              | 1,37                | 1,12             | 0,70                        | 0,88             |
| Al2O3            | 11,79             | 12,61               | 16,01            | 13,84                       | 18,82            |
| Fe2O3            | 2,24              | 3,25                | 1,07             | 2,90                        | 6,87             |
| FeO              | 3,12              | 2,84                | 3,99             | 4,36                        | 1,52             |
| MnO              | 0,08              | 0,10                | 0,09             | 0,53                        | 0,10             |
| MgO              | 8,23              | 7,15                | 7,98             | 5,84                        | 2,22             |
| CaO              | 3,46              | 3,47                | 5,55             | 3,12                        | 5,69             |
| Na2O             | 1,31              | 1,20                | 1,27             | 0,64                        | 1,43             |
| K2O              | 8,06              | 7,91                | 5,87             | 6,64                        | 4,27             |
| P2O5             | 0,85              | 0,92                | 0,26             | 0,23                        | 0,47             |
| LOI              | 1,55              | 2,43                | 0,88             | 2,80                        | 3,31             |
| Mg#              | 0,77              | 0,72                | 0,77             | 0,64                        | 0,38             |
| Al/(Na + K)      | 1,08              | 1,20                | 1,90             | 1,68                        | 2,70             |
| Al/(Na + K + Ca) | 0,69              | 0,75                | 0,86             | 0,99                        | 1,09             |
| A'/F             | - 0,16            | - 0,10              | - 0,07           | 0,08                        | 0,74             |

Die Vulkanite der Kampanischen Magmenprovinz zeigen ein breites Spektrum in ihrem SiO2-Gehalten, die insgesamt  zwischen 50 und 78 Gewichtsprozent schwanken können und somit mafische, intermediäre und saure Gesteine umfassen. Die Al2O3-Gehalte sind ebenfalls recht variabel, wobei nur die Kalkalkaligesteine an Aluminium gesättigt sind, alle anderen sind hyp- bzw. metaluminos. Anhand der stark streuenden K2O-Werte  (von 2 bis 10,5 Gewichtsprozent) bzw. der Gesamtalkalien (von 5 bis 14 Gewichtsprozent) lassen sich aber im Kontinuum dennoch mehrere Sippen voneinander trennen:
- die hochpotassische Lamproitsippe mit assoziierten intermediären und sauren Minetten
- die Shoshonitsippe
- die kaliumreiche Kalkalkalisippe

Wie in der Korsischen Magmenprovinz ist auch in der Toskanischen Magmenprovinz die Assoziation Lamproit-Shoshonit-Kalkalkaligesteine zu beobachten, die im Verlaufe der Zeit mit einer sukzessiven Abnahme des K2O-Gehalts einhergeht.
Die Lamproitsippe besteht aus an Silicium übersättigten Gesteinen mit hohem MgO-Gehalt (7 bis 10 Gewichtsprozent) und relativ hoher Magnesiumzahl (0,70 bis 0,75), jedoch niedrigem CaO (3 bis 5 Gewichtsprozent) und Na2O (um 1,5 Gewichtsprozent), wobei echte Lamproite relativ selten sind. Die Shoshonitsippe wird von Trachybasalten und Trachyten repräsentiert, die Kalkalkalisippe von kaliumreichen basaltischen Andesiten und Rhyodaziten. Die Magmen der Kalkalkalisippe sind aber bereits typisch für die sich anschließende Römische Magmenprovinz; folglich lässt sich die Shoshonitsippe als eventuelle Mischreihe interpretieren, verdeutlicht am Beispiel der Shoshonite von Radicofani.

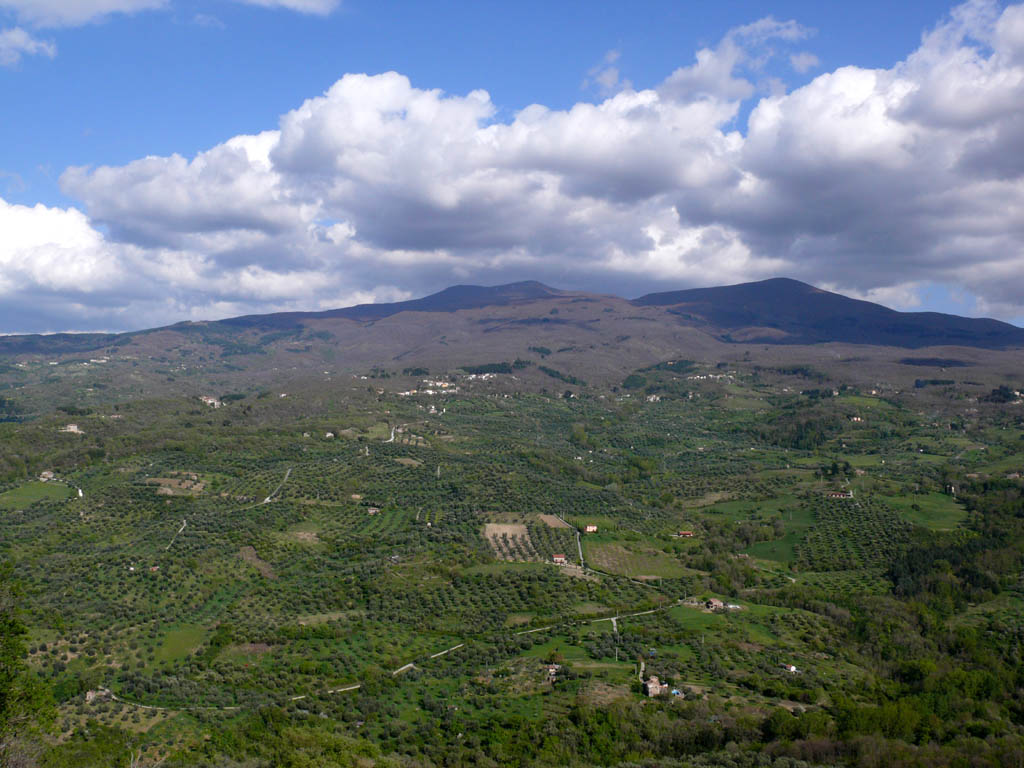
Der Hybridvulkan Monte Amiata, gesehen aus Montegiovi

#### Spurenelemente
| Spurenelemente ppm | Orendit Orciatico | Minette Montecatini | Shoshonit Cimino | Hoch-K-Kalkalkali Campiglia | Kalkalkali Tolfa |
| ------------------ | ----------------- | ------------------- | ---------------- | --------------------------- | ---------------- |
| Cr                 | 500               | 380                 | 401              | 418                         |                  |
| Ni                 | 280               | 140                 | 175              | 145                         |                  |
| Zn                 | 80                | 90                  |                  |                             |                  |
| Rb                 | 612               | 768                 | 363              | 267                         | 205              |
| Sr                 | 577               | 408                 | 427              | 453                         | 527              |
| Zr                 | 749               | 491                 | 444              | 166                         | 296              |
| Ba                 | 1400              | 1370                | 682              | 1210                        | 1107             |
| Ce                 | 352               | 206                 | 197              | 61                          | 114              |
| Nd                 | 193               | 133                 | 99,8             | 27                          | 47               |
| Sm                 | 26,9              | 23,5                | 15,3             | 5,9                         | 8,2              |
| Hf                 | 21,4              | 13,4                | 13,5             | 3,9                         |                  |
| Th                 | 119               | 112                 | 61,8             | 13                          | 26               |

Bei den Spurenelementen lässt sich für die Toskanische Magmenprovinz generell eine deutliche Anreicherung der inkompatiblen Elemente verzeichnen. Unter den einzelnen Magmensippen besteht überdies ein Anreicherungstrend der inkompatiblen Elemente ausgehend von der Kalkalkalisippe über die Shoshonitsippe hin zur Lamproitsippe mit einem sehr hohen Anreicherungsgrad bis zu einem Faktor 4 oder 5. Ausgenommen hiervon sind die relativ konstant bleibenden Elemente Ba, Cr und Sr. Gegenüber Mantelgesteinen normalisierte Mafite der Toskanischen Magmenprovinz zeigen für HFSE, Ba und Sr negative Anomalien. Die vorgefundenen Muster ähneln übrigens sehr den bei oligozänen Mafiten der Westalpen angetroffenen Verhältnissen, die ebenfalls die Assoziation Lamproitsippe-Shoshonitsippe-Kalkalkalisippe an den Tag legen. Auch Gesteine der Oberkruste wie Tonschiefer und Gneise tragen dieses Muster.

#### Isotopenverhältnisse
Folgende Initialverhältnisse wurden für die Radioisotopen von Sr, Nd und Pb ermittelt:
| Isotopen    | Orendit Orciatico | Minette Montecatini | Shoshonit Cimino | Hoch-K-Kalkalkali CampIglia | Kalkalkali Tolfa |
| ----------- | ----------------- | ------------------- | ---------------- | --------------------------- | ---------------- |
| 87Sr/86Sr   | 0,71579           | 0,71672             | 0,71561          | 0,709579                    | 0,711686         |
| 143Nd/144Nd | 0,512094          | 0,512086            | 0,512054         | 0,512202                    |                  |
| 206Pb/204Pb | 18,697            | 18,624              | 18,725           |                             | 18,788           |
| 207Pb/204Pb | 15,698            | 15,638              | 15,663           |                             | 15,721           |
| 208Pb/204Pb | 39,062            | 38,947              | 39,017           |                             | 39,021           |

Bei den Isotopenverhältnissen sind 87Sr/86Sr und 143Nd/144Nd wesentlich aussagekräftiger als die Bleiisotopenverhältnisse. Im Diagramm 143Nd/144Nd gegenüber 87Sr/86Sr nehmen die Gesteine der Toskanischen Magmenprovinz wie die der Römischen Magmenprovinz eine klare Mittlerstellung zwischen der Oberkrustenkomponente und der angereicherten Mantelkomponente EM 2 ein. Im Vergleich zur Römischen Magmenprovinz liegen aber die Gesteine der Toskanischen Magmenprovinz wesentlich näher an der Oberkrustenkomponente und wurden daher stärker durch Krustengesteine wie beispielsweise Metapelite verunreinigt. Dieser Sachverhalt kommt auch im Diagramm 143Nd/144Nd gegenüber 206Pb/204Pb sehr schön zum Ausdruck. Im Internvergleich zeigen die Rhyolithe von San Vincenzo gefolgt von den peraluminosen Rhyolithen von Roccastrada die stärkste Krustenverunreinigung, wohingegen die Vulkanite von Capraia am nächsten zur angereicherten Mantelkomponente EM 2 zu liegen kommen. Bei den angeführten Beispielen steigt der Verunreinigungsgrad von der Kalkalkalisippe über die Shoshonitsippe zur Lamproitsippe hin an.

## Magmengenese
Die breit angelegte petrologische und geochemische Magmenvielfalt in der Tuskanischen Magmenprovinz deutet auf komplizierte petrogenetische Prozesse hin, deren letztliche Ursachen nach wie vor nicht restlos geklärt sind. Insbesondere die große Variabilität unter den mafischen Magmen erfordert für ihre Entstehung eine sehr uneinheitliche Mantelquellregion. Die niedrigen Gehalte an CaO, Na2O und Al2O3 in Verbund mit hohen Konzentrationen an MgO, Ni und Cr bei der Lamproitsippe bedingt einen Oberen Mantel, der in seinen Hauptkomponenten wie beispielsweise Klinopyroxen die angeführten Abreicherungen aufweist. Andererseits impliziert der hohe Kaliumgehalt bei der Lamproitsippe die Gegenwart von Phlogopit oder anderer kaliumreicher Mineralphasen in der Quellregion. Aus diesem Grund schlugen Conticelli und Peccerillo (1992) für die Lamproitmagmen einen Phlogopit-Harzburgit als Ausgangsgestein vor. Der Phlogopit entstammt seinerseits metasomatischen Vorgängen, die gleichzeitig die Anreicherung an inkompatiblen Elementen und an radiogenem Strontium in der Mantelquellregion herbeiführten.
Als wahrscheinlichster Kandidat für die Kontamination des Oberen Mantels in der Toskana sind Gesteine des Oberkrustenbereichs mit pelitischer Zusammensetzung anzusehen.
Die Shoshonit- und die Kalkalkalisippe besitzen gegenüber der Lamproitsippe weit höhere Gehalte an CaO, Na2O und Al2O3, jedoch niedrigere Kaliumgehalte und auch deutlich niedrigere Gehalte an inkompatiblen Elementen. Ihre Klinopyroxen enthaltende Mantelquelle muss daher wesentlich weniger stark metasomatisch verändert worden sein; qualitativ sprechen aber die durchaus vergleichbaren Muster bei den inkompatiblen Elementen für denselben Kontaminationsvorgang.
Diese geochemisch nachweisbare Kontamination durch pelitische Krustengesteine deutet offensichtlich auf Subduktion als Verursacher, deren genaue zeitliche Stellung aber weiterhin umstritten bleibt. Mafische Gesteine (beispielsweise Minetten) mit vergleichbarer geochemischer Signatur treten auch in den Westalpen auf, bei denen die magmatischen Ereignisse aber ins Oligozän zurückreichen. Die Kontamination war in den Westalpen während der Subduktion der europäischen Platte unter den Westalpenrand erfolgt. Da mafische Gesteine (Lamproitsippe) in der Toskanischen Magmenprovinz sehr ihren westalpinen Stellvertretern ähneln, wurde auch für sie eine vergleichbare Kontamination bereits im Verlauf der Alpensubduktion angenommen. Diese Annahme beruht auf der Hypothese, dass die Toskana in Wirklichkeit einen Abschnitt des Alpengürtels darstellt, der nur aufgrund der Öffnung des Tyrrhenischen Beckens weiter nach Osten verschoben wurde.